# Гарріс (Вісконсин)
Гарріс (англ. Harris) — місто (англ. town) в США, в окрузі Маркетт штату Вісконсин. Населення — 748 осіб (2020).

## Демографія
Згідно з переписом 2010 року, у місті мешкало 790 осіб у 331 домогосподарстві у складі 242 родин. Було 437 помешкань
Расовий склад населення:
| - 99,0 % — білих - 0,3 % — корінних американців - 0,1 % — азіатів |

До двох чи більше рас належало 0,5 %. Частка іспаномовних становила 1,1 % від усіх жителів.
За віковим діапазоном населення розподілялося таким чином: 17,7 % — особи молодші 18 років, 56,6 % — особи у віці 18—64 років, 25,7 % — особи у віці 65 років та старші. Медіана віку мешканця становила 50,0 року. На 100 осіб жіночої статі у місті припадало 86,3 чоловіків;  на 100 жінок у віці від 18 років та старших — 94,0 чоловіків також старших 18 років.
Середній дохід на одне домашнє господарство  становив 61 277 доларів США (медіана — 52 308), а середній дохід на одну сім'ю — 71 985 доларів (медіана — 63 375). Медіана доходів становила 46 875 доларів для чоловіків та 32 500 доларів для жінок. За межею бідності перебувало 10,2 % осіб, у тому числі 11,5 % дітей у віці до 18 років та 9,8 % осіб у віці 65 років та старших.
Цивільне працевлаштоване населення становило 413 осіб. Основні галузі зайнятості: виробництво — 24,2 %, роздрібна торгівля — 14,0 %, освіта, охорона здоров'я та соціальна допомога — 11,4 %, науковці, спеціалісти, менеджери — 9,4 %.